# Samuel Oluyemi Falae
Samuel Oluyemisi Falae (* 1938 in Akure), kurz Olu Falae genannt, ist ein nigerianischer Politiker.
Falae absolvierte sein Studium an der Universität Ibadan und an der Yale University. Ursprünglich Bankier, war er Finanzminister in der Militärregierung von Ibrahim Babangida. Bei den Präsidentschaftswahlen in Nigeria 1999 war er gemeinsamer Kandidat der Alliance for Democracy und der All People’s Party, verlor aber mit 37,22 % Prozent der Stimmen gegen Olusegun Obasanjo von der People’s Democratic Party. Als christlicher Yoruba hatte er den Südwesten Nigerias hinter sich, konnte jedoch in anderen Gebieten wenig Stimmen gewinnen. Heute ist Falae Großfarmer und Vorsitzender der neu gegründeten Democratic Peoples Alliance, einem Mitglied des Parteienbündnisses All Progressives Grand Alliance.
Wegen seiner Politik als Finanzminister in den 1980er Jahren wurde Olu Falae auch Mr SAP (nach structural adjustment programme, engl. Dummkopf oder Einfaltspinsel) genannt.